# François Laurent

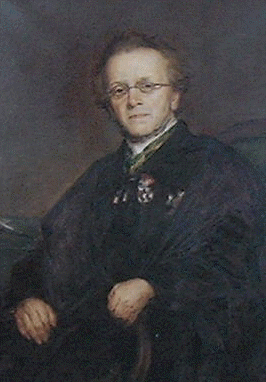
François Laurent, Gemälde von Lievin de Winne

François Laurent (* 8. Juli 1810 in Luxemburg; † 11. Februar 1887 in Gent) war ein belgischer Rechtsgelehrter und Historiker.
Laurent studierte an den Universitäten Löwen und Lüttich die Rechte, war 1832–34 Advokat in seiner Vaterstadt und erhielt 1835 die Professur des Zivilrechts an der Universität Gent, wo er am 11. Februar 1887 starb. 1878 wurde er korrespondierendes und 1881 volles Mitglied der Académie royale des Sciences, des Lettres et des Beaux-Arts de Belgique.
Seine durch Gründlichkeit der Forschung, Weite des Blicks und geistvolle Ideen ausgezeichneten Hauptwerke sind:
- Études sur l’histoire de l’humanité. Histoire du droit des gens (Brüssel 1860–70, 18 Bde.);
- Principes de droit civil français (Brüssel 1869–79, 33 Bde., preisgekrönt);
- Cours élémentaire de droit civil français (1878, 4 Bde.);
- Le droit civil international (1880–82, 8 Bde.).

Außerdem schrieb er mehrere Gelegenheitsschriften zur Verteidigung der liberalen Grundsätze gegen die Klerikalen:
- De la passion des catholiques pour la liberté (Gent 1850);
- Van Espen, étude historique sur l’Église et l’État en Belgique (Brüssel 1860–63, 3 Tle.; Band 1 u. 2 in 2. Aufl. 1865);
- Lettres d’un retardataire libéral à un progressiste catholique (Brüssel. 1863, 2. Aufl. 1864);
- Lettres sur la question des cimetières (Brüssel 1864, 2 Tle.);
- Lettres sur les Jésuites (Brüssel 1865).

Er hat  sich durch Einführung des Sparkassenwesens in Belgien sehr verdient gemacht.